# Elena Melnikova
Elena Melnikova (n. 17 iunie 1971, Artyomovsky⁠(d), RSFS Rusă, URSS) este o biatlonistă ce a reprezentat Uniunea Republicilor Sovietice Socialiste, medaliată olimpică. A participat la o ediție a Jocurilor Olimpice (1992) în care a câștigat o medalie de bronz.

## Participări
Lista de mai jos prezintă principalele competiții la care a participat Elena Melnikova de-a lungul carierei.
- biathlon at the 1992 Winter Olympics – women's relay[*]